# Marie Hauptmann

Marie Thienemann und Gerhart Hauptmann, 1881

Marie „Mary“ Hauptmann, geb. Johanna Charlotte Marie Thienemann (* 1. Juli 1860 in Berlin-Kreuzberg; † 6. Oktober 1914 in Dockenhuden) war die erste Ehefrau von Gerhart Hauptmann. Den Rufnamen „Mary“ trug sie, um sie familienintern von ihrer Schwiegermutter Marie Hauptmann (1827–1906) zu unterscheiden.
Mit ihrem ererbten Vermögen finanzierte sie Hauptmanns aufwändigen Lebensstil der ersten gemeinsamen Jahre, seine Studien und den Aufenthalt in Italien, bis er mit seinem Drama Die Weber im Jahr 1892 den Durchbruch schaffte.

## Leben
Der vermögende Berliner und nach Dresden gezogene Kaufmann Berthold († 1880) und seine Ehefrau Rosa († 1865) Thienemann hatten fünf Töchter: Frida (1854–1887), Olga (1856–1933), Adele (1858–1932), Marie (1860–1914) und Martha (1862–1939), die später von Carl Hauptmann als Die Rebhühner und von Gerhart Hauptmann als Die Jungfern vom Bischofsberg verewigt wurden, jeweils in fünf Akten. Sie wuchsen im Hohenhaus (auf dem ehemaligen Bischofsberg) in Zitzschewig, heute Stadtteil von Radebeul, mit einer Herrnhuter pietistischen Erziehung auf. Ohne Rücksprache mit den Eltern heiratete zuerst Adele den Hotelier Georg Hauptmann 1880 in Bad Salzbrunn. Martha heiratete dessen Bruder Carl 1884 in Dresden; Marie verlobte sich heimlich am 29. September 1881, offiziell am 8. Oktober 1884 mit Gerhart und heiratete ihn kirchlich am 5. Mai 1885 in Dresden. Mit ihrem ererbten Vermögen finanzierte sie seinen aufwändigen Lebensstil, seine Studien und den Aufenthalt in Italien, wo er zum Bildhauer werden wollte. Die Flitterwochen 1885 verbrachten sie mit Carl und Martha auf Rügen, wo die Männer die Insel Hiddensee erstmals besuchten. Dann zog das Paar 1885 in eine Wohnung in Berlin-Moabit und noch im September nach Erkner in die Villa Lassen, wo Gerhart seine Lungenkrankheit besser ertrug und er u. a. das erfolgreiche Stück Bahnwärter Thiel (1888) schrieb.
Marie gebar dort die gemeinsamen Söhne Ivo (1886–1973), Eckart (1887–1980) und Klaus (1889–1967). 1889 zogen sie nach Berlin-Charlottenburg und 1891 in das schlesische Schreiberhau, zusammen mit Carl und Martha. Davon zeugt das ehemalige Wohnhaus in Mittelschreiberhau, heute Museum Carl und Gerhart Hauptmann Haus (Dom Carla i Gerharta Hauptmannów). Eine literarische Verarbeitung des Grundstückfundes und Hauskaufes besorgte Gerhart Hauptmann in der Erzählung Das Landhaus zur Michelsmühle (1908). Die schriftstellerische Rivalität zwischen den Brüdern im selben Haus sorgte schnell für Spannungen. Marie Hauptmann begann auch wegen der häufigen Abwesenheit des Ehemanns depressiv zu werden.

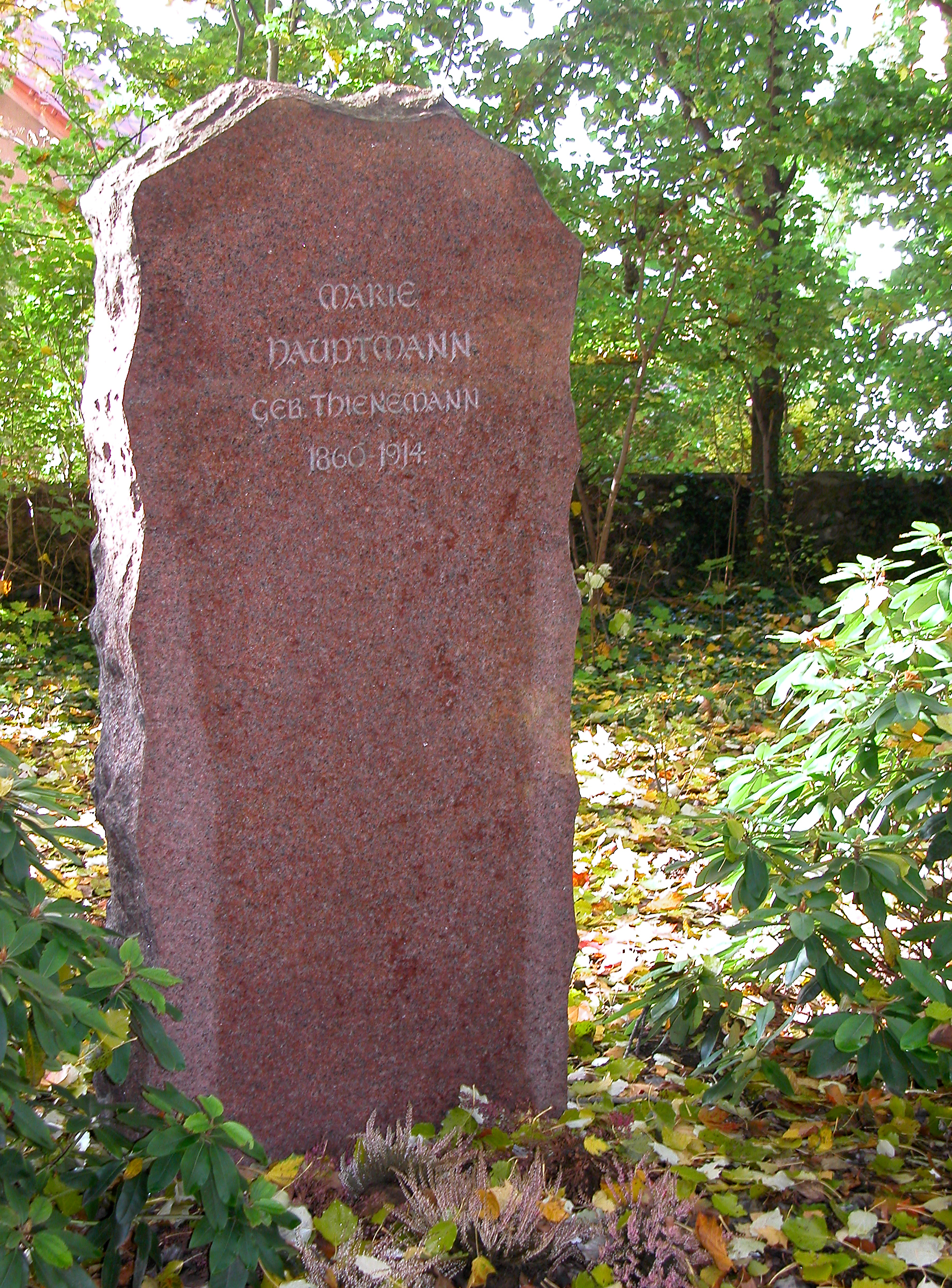
Marie Hauptmanns Grabstein, nach Auflösung der Grabstelle in Hamburg seit 2007 im Park des Hohenhauses aufgestellt

1893/4 trat eine Ehekrise ein, als Gerhart sich im November 1893 in die Berliner Geigerin und Schauspielerin Margarete Marschalk (1875–1957) verliebte. Die sofort ins Bild gesetzte Marie Hauptmann fuhr im Januar 1894 mit den Kindern nach Amerika, wo sie für einige Monate bei Alfred Ploetz in Meriden (Connecticut) unterkam; Gerhart Hauptmann reiste noch hinterher, sie trennten sich aber endgültig im September 1894, und er setzte die Beziehung zur Geliebten fort, die er nach der Scheidung im Juni 1904 von Marie im September 1904 heiratete. Im Buch der Leidenschaft (1929) schilderte Gerhart Hauptmann verschlüsselt seine Affäre. Marie wohnte mit den Söhnen ab Oktober 1894 in Dresden zur Miete, wegen der Söhne gab es aber häufige Kontakte. Gerhart Hauptmann wäre in dieser Zeit eine offene Dreierbeziehung am liebsten gewesen. Ab 1900 zog sie (offiziell noch mit Gerhart zusammen, der bereits ein Haus in Agnetendorf bauen ließ) in die neu erbaute Villa Rautendelein in Dresden-Blasewitz, Hochuferstr. 12, die sie auch nach der Scheidung mit einer komplizierten Vermögensregelung bis 1909 behielt. Ihr Sohn Ivo wurde zum Maler auch durch die Kontakte des berühmten Vaters nach Paris und hatte ab 1913 ein Atelier in Dockenhuden, wo sie 1914 bei einem Besuch anlässlich der bevorstehenden Geburt des Enkels starb. Gerhart Hauptmann reiste zum Abschied an und widmete ihr weitere verklärende Dichtungen (Der große Traum). Ivo Hauptmanns Bild der Mutter aus dem Jahr 1905 ist in der Hamburger Kunsthalle ausgestellt, ein weiteres Porträt von ihr (1907) wurde als Geschenk der Witwe des Malers vom französischen Staat angenommen und an das Musée d’Orsay weitergegeben.
Marie Hauptmann war Mitglied der französischen Liga zur Erhaltung der Menschenrechte (Ligue des droits de l’homme, LDH) in Paris.

## Schriften
- Briefwechsel 1905 bis 1914. Marie Hauptmann – Eckart Hauptmann, hrsg. von Elisabeth Südkamp. Edition Reintzsch, Radebeul 2001, ISBN 978-3-930846-23-8

## Hauptmannsche Werke über Marie (Mary) Hauptmann bzw. die fünf Schwestern
- Gerhart Hauptmann: Liebesfrühling. Ein lyrisches Gedicht (mit verteilten Rollen). Privatdruck 1881. UA 24. September 1881 Hohenhaus (zur Hochzeit von Georg Hauptmann und Adele Thienemann). Entstanden 1881
- Gerhart Hauptmann: Der Hochzeitszug (Gedicht mit verteilten Rollen). UA 6. Oktober 1884 Hohenhaus (zur Hochzeit von Carl Hauptmann und Martha Thienemann). Entstanden 1884.
- Carl Hauptmann: Die Rebhühner. Komödie in fünf Akten. Kurt Wolff Vlg., Leipzig 1916.
- Gerhart Hauptmann: Die Jungfern vom Bischofsberg. Lustspiel (5 Akte). Berlin (S. Fischer) 1907. Entstanden 1904–1906 (Vorstufe: Goldene Zeiten. Ein Frühlingsmorgen, 1892). UA 2. Februar 1907 Berlin (Lessingtheater; Regie: Rudolf Lenoir [1863–1952]; Dramaturgie: Otto Brahm; mit Else Lehmann [Sabine], Ida Orloff [Ludowike], Albert Bassermann [Nast], Hans Marr [Vagabund]).
- Gerhart Hauptmann: Ährenlese. Kleinere Dichtungen. Berlin (S. Fischer) 1939. – Inhalt: Kleine Dichtungen – Sonette – Größere Versdichtungen – Szenische Dichtungen – Hans Wurstens Auferstehung. Zwiegespräch mit einer kleinen Holzpuppe – Gelegenheitsdichtungen – Kleine Reime – Glossarium. – Mit enthalten: Mary (kleines Hexameter-Epos; entstanden 1923–1936) und Die blaue Blume.
- Gerhart Hauptmann: Die Hochzeit auf Buchenhorst. Berlin (S. Fischer) 1932. Entstanden 1927.
- Gerhart Hauptmann: Der große Traum (Jambisches Terzinen-Epos in 22 Gesängen). Berlin (S. Fischer) 1942 (Ausgabe letzter Hand, Bd. 16). Entstanden 1914–1942. Paralipomena aus dem Nachlass (mit dem sog. Anderen Teil in 12 Gesängen): Berlin (Propyläen) 1964 (Centenar-Ausgabe, Bd. 4)

## Belege
1. ↑  Hansgerhard Weiss: Die Schwestern vom Hohenhaus. Ed. Reintzsch, Radebeul 2000, ISBN 978-3-930846-19-1, S. 207.
2. ↑  Peter Sprengel: Gerhart Hauptmann: Bürgerlichkeit und großer Traum; eine Biographie. Beck, München 2012, ISBN 978-3-406-64045-2. S. 238
3. ↑  Ivo Hauptmann: Bildnis Marie Hauptmann, 1905 in der Hamburger Kunsthalle
4. ↑  Musée d’Orsay

| Personendaten    | Personendaten |
| ---------------- | --- |
| NAME             | Hauptmann, Marie |
| ALTERNATIVNAMEN  | Hauptmann, Johanna Charlotte Marie (vollständiger Name); Hauptmann, Mary (Spitzname); Thienemann, Marie (Geburtsname) |
| KURZBESCHREIBUNG | erste Ehefrau von Gerhart Hauptmann                                                                                   |
| GEBURTSDATUM     | 1. Juli 1860 |
| GEBURTSORT       | Berlin-Kreuzberg |
| STERBEDATUM      | 6. Oktober 1914 |
| STERBEORT        | Dockenhuden |